# Parasznya
Parasznya là một thị trấn thuộc hạt Borsod-Abaúj-Zemplén, Hungary. Thị trấn này có diện tích 16,76 km², dân số năm 2010 là 1196 người, mật độ 71 người/km².